# Бібліотека Полтавського університету економіки і торгівлі
Бібліотека ВНЗ Укоопспілки «Полтавський університет економіки і торгівлі» є навчально-допоміжним, інформаційним і культурно-просвітницьким підрозділом університету, який має упорядкований фонд документально-інформаційних ресурсів (книг, документів та інших носіїв інформації), головним завдання якого є забезпечення інформаційних, освітніх, науково-дослідних, культурних та інших потреб користувачів бібліотеки.
Бібліотека заснована разом з університетом 1968 року.

## Історія
Підвалини університетської бібліотеки були закладені 1 жовтня 1968 року, саме тоді в інвентарній книзі з'явився перший запис: А. І. Лаврищев «Економічна географія СРСР» 1967 року видання. Ця книга, як і багато інших, була дарунком Львівського торговельно-економічного інституту новоствореному Полтавському факультету.
Першим директором бібліотеки була Олена Володимирівна Чорноног, досвідчений фахівець із 20-річним стажем роботи.
У перші роки свого існування бібліотека мала фонд понад 10 тисяч примірників документів і штат із 4-х працівників.
Упродовж 1972–1973 років розпочалася активна робота з вдосконалення структури бібліотеки. Було сформовано абонемент, читальний зал і міжбібліотечний абонемент (МБА). На цей час фонд становив уже 95 548 примірників. Бібліотека продовжувала стрімко розвиватися після переїзду в січні – лютому 1973 року до нового комфортабельного приміщення. Якщо на 1 червня 1975 року фонд бібліотеки становив 144 930 примірників документів, то на 1 червня 1976 року він зріс до 183 700 примірників документів.
Розуміючи, що сучасна бібліотека має приваблювати користувачів не лише комфортними умовами, багатими фондами, але й інноваційними технологіями, директор бібліотеки С. В. Садова, яка очолює колектив із 1990 року і до цього часу, і провідні спеціалісти бібліотеки досліджують вітчизняний і зарубіжний ринок програмного забезпечення, досвід упровадження інноваційних інформаційних технологій, створення автоматизованої бібліотечної інформаційної системи (АБІС). Із січня 1999 року в університеті розпочалася робота над створенням АБІС «Liber Media» (виробник Франція). У бібліотеці створили локальну мережу із 6 комп’ютерів і започаткували створення електронного каталогу, а з 2001 року – електронну бібліотеку. З метою організації і функціонування електронної бібліотеки та подальшого розвитку АБІС створюється відділ автоматизації та електронної обробки документів. Протягом 2003 року бібліотека створює власний сайт. Функціонування сайта бібліотеки дозволило створити віртуально-довідкову службу та запровадити віртуально-довідкове обслуговування її користувачів.
Заслужене визнання своїх здобутків бібліотека ПУЕТ отримала у 2007 році. Саме тоді вона взяла участь у  Всеукраїнському конкурсі якості продукції (товарів, робіт, послуг) – «100 найкращих товарів України». Бібліотека стала переможцем конкурсу як на регіональному, так і на всеукраїнському рівні в номінації «Інформаційні послуги», за що була нагороджена дипломом та Гран-прі «100 найкращих товарів та послуг України».
2009 року бібліотека придбала нове програмне забезпечення Absotheque Unicode. 
Станом на 1 січня 2010 року локальна мережа бібліотеки вже налічувала 200 комп’ютерів. У бібліотеці функціонували два електронні читальні зали на 150 місць, більшість технологічних бібліотечних процесів були автоматизовані. Того ж року з метою забезпечення оперативного інформаційного та бібліотечного обслуговування навчальними та науковими мультимедійними матеріалами на оптичних дисках і надання доступу до медіафонду електронної бібліотеки університету в бібліотеці був створений новий структурний підрозділ – медіатека.
З лютого 2012 року бібліотека ПУЕТ приєдналася до корпоративного проекту бібліотек України «Об’єднана віртуально-довідкова служба». Цього ж року була розпочата робота зі створення Інституційного репозитарію ПУЕТ (ePUETIR) – електронного архіву для  накопичення документів наукового призначення, створених викладачами,  працівниками будь-якого структурного підрозділу, аспірантами чи студентами університету, користувачам якого наданий  постійний безкоштовний повнотекстовий доступ до них через Інтернет. Сьогодні бібліотека ПУЕТ відкриває нові напрями своєї діяльності, разом із університетом впевнено крокує в майбутнє.

## Загальний опис
- електронний каталог нараховує 215 тис. записів;
- електронна бібліотека – 47 тис. документів;
- інституційний репозитарій ПУЕТ – 11,8 тис. документів;
- автоматизація бібліотечних процесів та інформаційного обслуговування здійснюється на базі АБІС «Absotheque Unicode»;
- загальна площа бібліотеки – 2566 м², у тому числі для збереження фонду відведено 1500 м², для обслуговування читачів – 1066 м²;
- кількість місць у читальних залах – 397;
- кількість читачів – 10 тис. осіб;
- парк комп’ютерів – 124, зокрема автоматизованих робочих місць для читачів – 80.

## Фонди
Обсяг фонду на фізичних носіях інформації – близько 420 тис. одиниць зберігання українською, російською, англійською, німецькою та іншими іноземними мовами. Основу фонду становлять навчальні видання – 223 тис. примірників; наукова література – 175 тис. примірників; понад 15 тис. примірників періодичних видань, а також довідкові, інформаційно-бібліографічні, літературно-художні та інші видання, звіти науково-дослідних робіт кафедр університету, автореферати дисертацій і дисертації,  захищені в університеті. 
Обсяг фонду електронної бібліотеки – 45 тис. електронних повнотекстових документів.

## Структура
1.Відділ комплектування та наукової обробки літератури.
2.Відділ обслуговування навчальною і науковою літературою:
- абонемент навчальної літератури;
- абонемент наукової літератури;
- загальний читальний зал;
- читальний зал для науковців;
- реєстраційно-довідкова служба.

3.Інформаційно-бібліографічний відділ.
4.Відділ автоматизації і електронної обробки документів:
- електронний читальний зал;
- медіатека.

## Основні проекти
- Інформаційна культура – основа успішного отримання знань.
- Система підтримки дистанційної освіти можливостями та ресурсами електронної бібліотеки.
- Медіаресурси на допомогу навчальному процесу.
- Інституційний репозитарій як засіб підтримки розвитку науково-інформаційного середовища університету.
- Бібліотека ПУЕТ в Інтернеті (соціальні мережі та блог).
- Буккросинг у бібліотеці ПУЕТ.
- Участь у корпоративному проекті «Віртуально-довідкове обслуговування користувачів».
- Читаюча людина – успішна людина.